# Brian Paul
 (septembre 2020).
Brian Paul est un programmeur américain à l'origine de la bibliothèque graphique Mesa 3D. Paul commence à écrire les premières lignes de code en août 1993. Mesa est une bibliothèque graphique libre qui fournit une implémentation générique d'OpenGL et permet de disposer d'un rendu 3D des graphiques sur de nombreuses plateformes. Bien que Mesa ne soit pas officiellement licenciée comme une implémentation d'OpenGL, la structure, la syntaxe, et la sémantique de l'API sont ceux d'OpenGL.

## Éducation
Brian est diplômé de l'université du Wisconsin à Oshkosh en 1990. Lors de son master à l'université du Wisconsin à Madison, il travaille sur le progiciel graphique du Centre de Sciences de l'Espace et des sciences de l'ingénieur de son université, le SSEC Visualization Project.

## Développement de Mesa
Paul cherche initialement à développer une bibliothèque graphique 3D simple en se basant sur l'API d'OpenGL, qui lui permettra de se passer de l'émulateur VOGL, trop limité. Après dix-huit mois de développement, la première version publiée a un certain succès, et plusieurs autres personnes commencent à y contribuer. Le support matériel est ajouté à Mesa en 1997 sous la forme d'un driver pour les nouvelles cartes graphiques 3dfx Voodoo.

## Carrière
Paul continue de travailler sur le projet SSEC Project après l'obtention de son diplôme. Il travaille également pour Silicon Graphics, Avid Technology, et Precision Insight (rachetée depuis par VA Linux Systems).
En 2000, Brian reçoit de la Free Software Foundation le prix pour le développement du logiciel libre.
En novembre 2001, il  cofonde la société Tungsten Graphics (rachetée par VMware en novembre 2008).

## Autres contributions
Paul a aussi contribué aux logiciels suivants : 
- Chromium ;
- Direct Rendering Infrastructure de XFree86 ;
- Blockbuster, un lecteur multimédia haute-résolution pour les applications scientifiques ;
- Glean, validation OpenGL ;
- Togl, un widget OpenGL pour Tcl/Tk ;
- Vis5D, système de visualisation ;
- TR, bibliothèque OpenGL de rendu des tuiles ;
- V-Blocks ;
- Avid Marquee, animation vidéo, textes 3D.